# Tatpurusha
Na gramática do sânscrito, um  composto tatpuruṣa (तत्पुरुष) é um composto determinativo dependente, ou seja, um composto XY que quer dizer um tipo de Y que é relacionado a X de um modo que corresponda a um dos casos de X.
Existem muitos tatpuruşas (um para cada um dos casos nominais, e alguns outros mais); em um tatpuruṣa, um componente é relacionado ao outro. Por exemplo, em inglês, "doghouse" é um composto dativo, uma casa (house) para o cachorro (dog). Esse composto seria chamado de caturthī-tatpuruṣa (caturthī refere-se ao quarto caso — isto é, o dativo). O tipo mais frequente é o tatpuruṣa genitivo. Exemplos são:-
- jaya-prepshu = "vitória-aquele que deseja" = "aquele que deseja vitória". (acusativo)
- varşa-bhogya = "ano - a ser aproveitado" = "a ser aproveitado por um ano" (adjetivo). (acusativo)
- deva-datta = "deus-dado" = "dado pelos deuses". (instrumental)
- viṣņu-bali = "Vishnu-oferenda" = "oferenda a Vishnu". (dativo)
- svarga-patita = "céu-caído" = "caído do céu". (ablativo)
- tat-puruṣa = "aquele-homem" no sentido de "o homem daquela pessoa". (genitivo)
- vyāghra-buddhi = "tigre-pensado" = "pensado de ser um tigre". (genitivo)
- yajur-veda = "sacrifício-conhecimento" = "o conhecimento do sacrifício", e também o nome de uma parte dos Vedas. (genitivo)
- rudrākṣa = rudra-akṣa = "Rudra-olho" = "o olho de Rudra". (genitivo)
- raja-putra = "rei-filho" = "filho do rei". (genitivo)
- gŗha-jata = "casa-nascido" = "nascido em uma casa". (locativo)
- pūrvāhņa-kŗta = "manhã-feito" = "feito na manhã". (locativo)

A palavra "tatpuruşa" é um exemplo do tipo: veja na lista acima.
- caturthī-tatpuruṣa = "que é um dativo e é tatpuruṣa". (nominativo), mas um tatpuruşa nominativo é classificado como karmadhāraya.

Nota: em sânscrito védico, rájaputra é um bahuvrihi e significa "aquele que tem um rei como filho", e rajapútra é um tatpuruṣa e significa "filho do rei": note a localização do acento udātta.
- Também um nome da manifestação frontal de um Shiva lingam de 5 lados. Representa a forma pacífica e meditativa, também sem gênero. Associado com o elemento do ar.